# プリンセスオリビア
プリンセスオリビア（欧字名:Princess Olivia、1995年2月20日 - 2016年1月3日）は、アメリカ合衆国の競走馬、アメリカ合衆国および日本の繁殖牝馬。
現役時は24戦3勝の戦績を残し、引退後は繁殖牝馬として、フラワーアレイ、トーセンラー、スピルバーグの3頭のGI優勝馬を輩出した。

## 経歴

### 競走馬時代
1997年にデビュー。現役時はアメリカ合衆国で24戦し3勝を挙げたが、重賞勝ちなどの顕著な成績を収めることはなく、1999年に引退した。

### 繁殖牝馬時代
引退後はアメリカで繁殖牝馬となり、同地では4頭の産駒を残した。そのうち、フラワーアレイはG1・トラヴァーズステークス制覇など重賞4勝を挙げる活躍を見せた。なお、種牡馬となったフラワーアレイの産駒には、2012年のケンタッキーダービーを制し、日本で種牡馬として繋養されたアイルハヴアナザーや、2011年のアッシュランドステークスを制し、日本で繁殖牝馬となると、GI級競走4勝を挙げたラッキーライラックを産んだライラックスアンドレースなどがいる。
その後、2005年頃に社台ファームに売却され、モナシーマウンテンとの仔を受胎した状態で日本に輸入された。この仔は死産となってしまうが、翌年はシンボリクリスエスとの牝駒（ブルーミングアレー）を無事に出産した。ブルーミングアレーは社台レースホースの募集馬となり、競走馬としてデビュー。2009年から2011年にかけて走り、11戦4勝2着4回、重賞以外では連対を外さない堅実な戦績を残して引退、繁殖牝馬となった。すると、2016年産のランブリングアレーが2021年の中山牝馬ステークスを制し、母の成し遂げなかった重賞制覇を果たしたほか、同年のヴィクトリアマイルでは10番人気ながら2着となるなど活躍を見せた。
その後、2008年と2009年には続けて牡馬を出産。それぞれ島川隆哉、山本英俊の所有馬となり、「トーセンラー」、「スピルバーグ」の名でデビュー。そして、トーセンラーは2013年のマイルチャンピオンシップを、スピルバーグは2014年の天皇賞・秋を制しいずれもGIホースとなった。
一方、プリンセスオリビアはスピルバーグを産んで以降不受胎と流産を繰り返すようになった。後年はスウィフトカレント、マルカシェンクといった種牡馬が種付けされたものの、スピルバーグより下の仔を出すことはなかった。そして、2016年1月3日に死亡した。21歳没。

## 繁殖成績
|       | 馬名               | 生年   | 性 | 毛色   | 父                 | 馬主                        | 厩舎                      | 戦績              | 出典   |
| ----- | ------------------ | ------ | -- | ------ | ------------------ | --------------------------- | ------------------------- | ----------------- | ------ |
| 初仔  | He's Souper        | 2001年 | 騸 | 芦毛   | Alphabet Soup      | Steve Fugitte               | john Fahey                | 56戦6勝           | [ 8 ]  |
| 2番仔 | Flower Alley       | 2002年 | 牡 | 栗毛   | Distorted Humor    | Melnyk Racing Stables, Inc. | Todd A. Pletcher          | 14戦5勝（種牡馬） | [ 9 ]  |
| 3番仔 | Ludington          | 2003年 | 騸 | 黒鹿毛 | Black Minnaloushe  | Amaty Racing Stables        | Sandino R. Hernandez, Jr. | 26戦6勝           | [ 10 ] |
| 4番仔 | Flowerette         | 2004年 | 牝 | 鹿毛   | Victory Gallop     |                             |                           | 不出走（繁殖）    | [ 11 ] |
| 5番仔 | ブルーミングアレー | 2007年 | 牝 | 鹿毛   | シンボリクリスエス | （有）社台レースホース      | 美浦・小島茂之            | 11戦4勝（繁殖）   | [ 12 ] |
| 6番仔 | トーセンラー       | 2008年 | 牡 | 鹿毛   | ディープインパクト | 島川隆哉                    | 栗東・藤原英昭            | 25戦4勝（種牡馬） | [ 13 ] |
| 7番仔 | スピルバーグ       | 2009年 | 牡 | 鹿毛   | ディープインパクト | 山本英俊                    | 美浦・藤沢和雄            | 18戦6勝（種牡馬） | [ 14 ] |

## 血統表
| プリンセスオリビア （Princess Olivia）の血統 | プリンセスオリビア （Princess Olivia）の血統                        | プリンセスオリビア （Princess Olivia）の血統                        | （血統表の出典）                                                    | （血統表の出典） |
| 父系                                         | ミスタープロスペクター系                                            | ミスタープロスペクター系                                            | ミスタープロスペクター系                                            | [ § 2 ]          |
| 父 Lycius 1988 栗毛                          | 父の父Mr. Prospector 1970 鹿毛                                      | Raise a Native                                                      | Native Dancer                                                       | Native Dancer    |
| 父 Lycius 1988 栗毛                          | 父の父Mr. Prospector 1970 鹿毛                                      | Raise a Native                                                      | Raise You                                                           |                  |
| 父 Lycius 1988 栗毛                          | 父の父Mr. Prospector 1970 鹿毛                                      | Gold Digger                                                         | Nashua                                                              | Nashua           |
| 父 Lycius 1988 栗毛                          | 父の父Mr. Prospector 1970 鹿毛                                      | Gold Digger                                                         | Sequence                                                            |                  |
| 父 Lycius 1988 栗毛                          | 父の母Lypatia 1975 鹿毛                                             | Lyphard                                                             | Northern Dancer                                                     | Northern Dancer  |
| 父 Lycius 1988 栗毛                          | 父の母Lypatia 1975 鹿毛                                             | Lyphard                                                             | Goofed                                                              |                  |
| 父 Lycius 1988 栗毛                          | 父の母Lypatia 1975 鹿毛                                             | Hypatia                                                             | *ハイハツト                                                         | *ハイハツト      |
| 父 Lycius 1988 栗毛                          | 父の母Lypatia 1975 鹿毛                                             | Hypatia                                                             | Purple Queen                                                        |                  |
| 母 Dance Image 1990 鹿毛                     | 母の父Sadler's Wells 1981 鹿毛                                      | Northern Dancer                                                     | Nearctic                                                            | Nearctic         |
| 母 Dance Image 1990 鹿毛                     | 母の父Sadler's Wells 1981 鹿毛                                      | Northern Dancer                                                     | Natalma                                                             |                  |
| 母 Dance Image 1990 鹿毛                     | 母の父Sadler's Wells 1981 鹿毛                                      | Fairy Bridge                                                        | Bold Reason                                                         | Bold Reason      |
| 母 Dance Image 1990 鹿毛                     | 母の父Sadler's Wells 1981 鹿毛                                      | Fairy Bridge                                                        | Special                                                             |                  |
| 母 Dance Image 1990 鹿毛                     | 母の母Diamond Spring 1977 栗毛                                      | Vaguely Noble                                                       | *ヴイエナ                                                           | *ヴイエナ        |
| 母 Dance Image 1990 鹿毛                     | 母の母Diamond Spring 1977 栗毛                                      | Vaguely Noble                                                       | Noble Lassie                                                        |                  |
| 母 Dance Image 1990 鹿毛                     | 母の母Diamond Spring 1977 栗毛                                      | Dumfries                                                            | Reviewer                                                            | Reviewer         |
| 母 Dance Image 1990 鹿毛                     | 母の母Diamond Spring 1977 栗毛                                      | Dumfries                                                            | Goofed                                                              |                  |
| 母系(F-No.)                                  | (FN:F17-b)                                                          | (FN:F17-b)                                                          | (FN:F17-b)                                                          | [ § 3 ]          |
| 5代内の近親交配                              | Northern Dancer 4×3 Goofed 4×4 Native Dancer 4×5 Nearco 5･5（母内） | Northern Dancer 4×3 Goofed 4×4 Native Dancer 4×5 Nearco 5･5（母内） | Northern Dancer 4×3 Goofed 4×4 Native Dancer 4×5 Nearco 5･5（母内） | [ § 4 ]          |
| 出典                                         | 1. 2. 3. 4.                                                         | 1. 2. 3. 4.                                                         | 1. 2. 3. 4.                                                         | 1. 2. 3. 4.      |